# Erzsébet Szilágyi
Erzsébet Szilágyi (1410 – 1483) fu Regina Madre d'Ungheria dal 1458 al 1483, madre del re Mattia Corvino, la moglie di János Hunyadi e la sorella di Mihály Szilágyi, Reggente del Regno d'Ungheria.